# Nourrisson

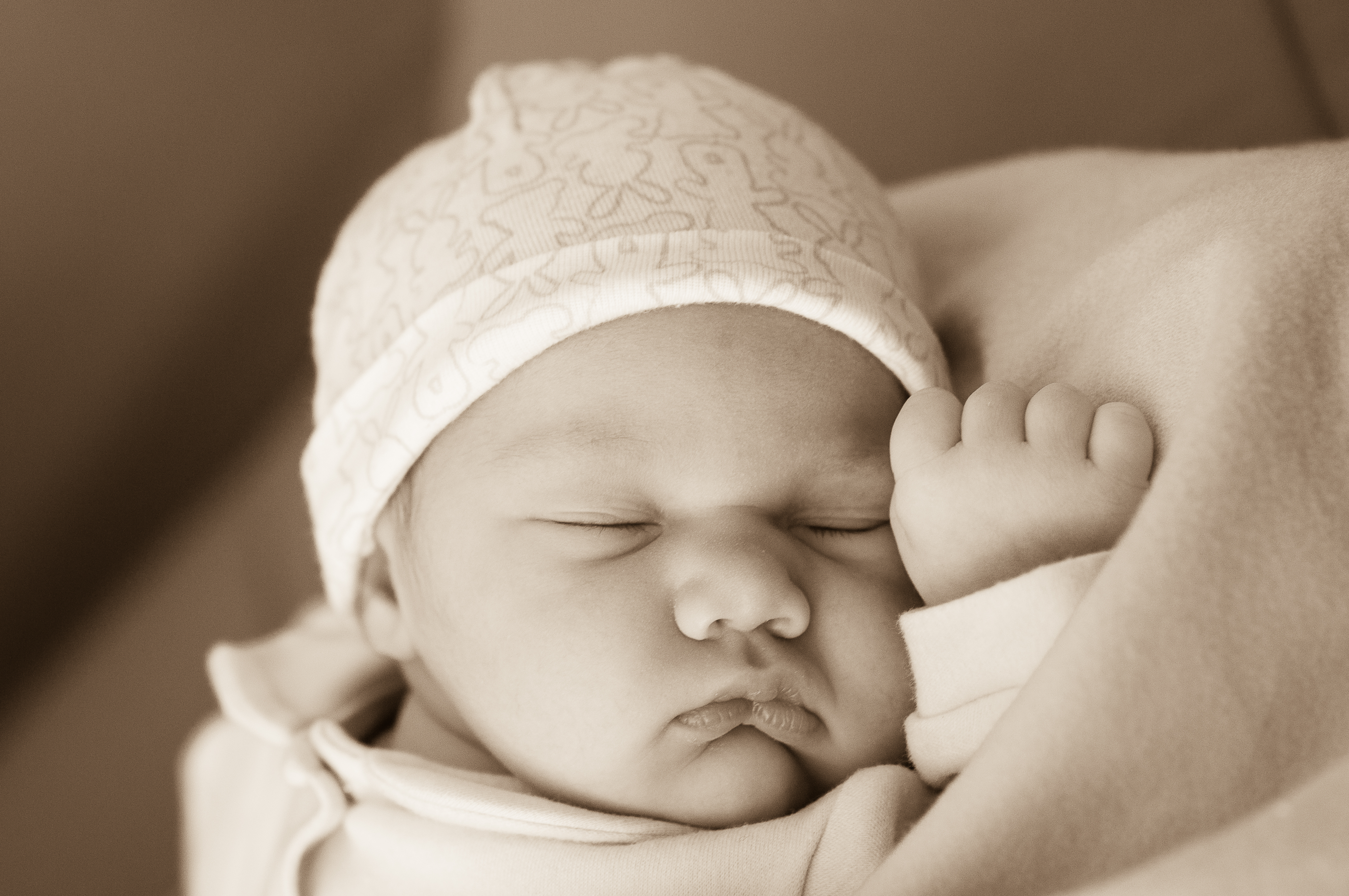
Nourrisson endormi.

Un nourrisson est un enfant en bas âge, notamment lorsqu'il n'a pas encore été sevré du lait maternel (et plus généralement de lait infantile), l'étymologie du terme renvoyant directement au fait qu'il « a besoin d'être nourri ». En puériculture, on réserve le terme de nourrisson à l'enfant au-delà de son premier mois de vie et jusqu'à environ l'âge de vingt-quatre voire trente mois, c'est-à-dire entre le nouveau-né et la période de la petite enfance. Bien que relativement arbitraires, ces délimitations correspondent à des périodes critiques dans le développement de l'enfant.
Le terme « bébé » employé dans le langage courant dériverait, selon le TLFi, du surnom affectueux donné au XVIIIe siècle au nain Nicolas Ferry, protégé de la cour ducale de Lorraine.
Dans de nombreuses cultures humaines, une nourrice, c'est-à-dire une femme autre que la mère, peut prendre en charge partiellement ou totalement le nourrisson à la fois sur le plan de l'alimentation (d'où le terme) que pour le soin général (hygiène, surveillance, etc.). Dans les sociétés traditionnelles, la nourrice pouvait même être amenée à allaiter elle-même le ou les enfants dont elle avait la charge. Aujourd'hui, en France, il existe une réglementation spécifique de ce type d'activité désignée sous le terme d'assistante maternelle.

## Développement du nourrisson
Les premières années de vie constituent des étapes importantes dans les développements physique, moteur, psychologique (tant cognitif qu'affectif) et social de l'enfant.

### Langage
Pour communiquer, le bébé ne peut que pleurer[réf. nécessaire], son vocabulaire s'enrichit au fil des mois mais il ne prononcera ses premiers mots qu'aux alentours de 9 mois dans le meilleur des cas, plus généralement vers 11/12 mois.
Une équipe de recherche israélienne, allemande et japonaise explique que les bébés communiquent également de façon chimique en sécrétant une substance volatile odorante émanant de leur cuir chevelu, appelée «hexadécanal» (ou HEX). Ce signal chimico-social bloque l'agressivité chez les hommes mais déclenche celle des femmes, ce qui a un effet protecteur pour l'enfant,.

### Motricité
En douze mois, il va développer ses fonctions motrices, cognitives et psychologiques de façon spectaculaire. Dès la première semaine, il est capable de reconnaître le visage de sa mère et de son père.  Au début, l’enfant a des réflexes dits archaïques. Ses bras bougent de façon incontrôlée. Il agrippe les objets. À un mois, il commence à être beaucoup plus vif. Ses muscles se tonifient. Il émet des petits bruits quand il est excité. Il agite les bras et pédale avec les jambes quand il est content. À deux mois, il continue de grandir et de grossir. Il est capable de tenir sa tête quelques secondes. Son dos est plus droit quand on le prend dans les bras. Quand il est allongé sur le ventre, il peut désormais relever sa tête quelques secondes. 
Les interactions du bébé avec son environnement sont de plus en plus nombreuses aux alentours de trois mois. À cet âge il aime particulièrement obtenir de l’adulte une réponse à son action. Les échanges sont nombreux. Le nourrisson tient sa tête et commence peut-être à se retourner. Entre cinq et sept mois, le tout-petit entre dans la phase de la préhension, c’est-à-dire qu’il va essayer d’attraper tous les objets qui sont à sa portée. À cinq mois, si on lui confie un hochet, il l’agite vigoureusement. Le mois suivant, il commence à vraiment se servir de sa main telle une pince pour attraper les objets.
Sa motricité fine se développe à toute vitesse, il est de plus en plus habile. Il entre aussi dans la période orale, il porte à la bouche les objets qu’il saisit. À six mois, ses muscles du cou sont toniques. Il coordonne mieux ses mouvements. Quand il est sur le dos, il se retourne probablement sur le ventre. La plupart des enfants parviennent à s’asseoir en même temps qu’ils arrivent à se retourner et à tenir leur tête. Entre sept et huit mois, le nourrisson est capable de tenir assis seul sans aide. Vers cet âge, il commence à se déplacer. Il roule, rampe ou fait du quatre pattes. Il aime manipuler les objets, regarder ceux qu’il jette par terre.
À ce stade, certains enfants tiennent aussi debout et avancent en s’accrochant aux meubles. La plupart des enfants marchent entre dix et dix-huit mois. Côté motricité fine, à un an un enfant est capable de manipuler des objets. Il passe facilement un jeu d’une main à une autre, et peut tenir quelque chose avec une main tout en faisant une activité avec l’autre.

### Alimentation
Les pratiques alimentaires varient beaucoup d'une culture à l'autre. L'alimentation des nourrissons ne fait pas exception néanmoins pour ses premiers mois de vie, le nourrisson est nourri exclusivement avec le lait maternel (soit allaité au sein soit au biberon avec du lait que la mère aura préalablement tiré) ou artificiel généralement reconstitué par réhydratation d'une poudre de lait de vache lyophilisé et enrichi pour subvenir aux besoins nutritionnels de l'enfant en bas âge.
Les instances médicales recommandent généralement l'allaitement exclusif (maternel ou artificiel) jusqu'au 5e ou 6e mois de l'enfant, à partir de quoi on peut procéder à la diversification alimentaire en introduisant progressivement d'autres aliments, solides notamment. Pour prévenir un risque allergique et pour faciliter la digestion, il est conseillé de commencer par les légumes et les fruits cuits en terminant par les féculents en particulier ceux contenant du gluten.

### Santé
Le nourrisson peut être suivi par un médecin généraliste ou par un pédiatre, spécialiste de la médecine de l'enfant, et parfois en institution comme dans les centres de protection maternelle et infantile (PMI).
Ne disposant pas d'un système immunitaire totalement mature, le nourrisson est sensible aux infections et aux parasites. Pour pallier cette fragilité, le lait maternel contient naturellement des anticorps de la mère qui, passant dans le sang de l'enfant, participeront à sa défense immunitaire. Au cours des premières années, il est aussi recommandé d'adopter un programme de vaccinations qui permettent de prémunir l'enfant de futures infections.
Des vitamines et d'autres compléments alimentaires sont prescrits par le médecin, notamment de la vitamine K et D.
Les 1 000 premiers jours de la vie - la période qui s’étend approximativement entre la conception et le deuxième anniversaire de l’année - constituent une période unique en son genre pour permettre l’établissement des fondements d’une santé, d’une croissance et d’un neurodéveloppement optimaux tout au long de la vie. La malnutrition affaiblit ce fondement, entraînant des morbidités importantes telles que la mauvaise santé et, plus insidieusement, une perte importante de potentiel neurodéveloppemental.

## Traditions et rites
En Chine, au 30e jour de l'enfant, on offre traditionnellement des œufs teintés de rouge aux parents, ou ses cheveux sont rasés.
En Arménie (lors de la poussée de sa première dent) ou en Chine (lors de son 100e jour), on présente au bébé plusieurs objets ; celui qu'il attrapera en premier symboliserait sa future profession ou passion.[réf. nécessaire]